# Tithraustes longipennis
Tithraustes longipennis är en fjärilsart som beskrevs av William Schaus 1913. Tithraustes longipennis ingår i släktet Tithraustes och familjen tandspinnare. Inga underarter finns listade i Catalogue of Life.